# Gabrielle Fitzpatrick
Gabrielle Fitzpatrick (1º febbraio 1967) è un'attrice australiana.

## Biografia
Fitzpatrick nacque a Brisbane, nel Queensland in Australia. Dopo aver iniziato il suo primo lavoro come modella, successivamente dopo dieci anni divenne un'attrice.
Il 10 settembre 2008, Fitzpatrick sposò il direttore televisivo commerciale e animatore, Shaun Sewter, a Honolulu, Hawaii.

## Filmografia

### Cinema
- Les Patterson Saves the World, regia di George Miller (1987)
- Power Rangers - Il film (Mighty Morphin Power Rangers: The Movie), regia di Bryan Spicer (1995)
- Offspring, regia di Richard Ryan (1996)
- Mr. Nice Guy (Yat goh ho yan), regia di Sammo Kam-Bo Hung (1997)
- Fino all'inferno (Inferno), regia di John G. Avildsen (1999)
- Farewell, My Love, regia di Randall Fontana (2000)
- Downward Angel, regia di Kevin Lewis (2001)
- Buck Naked Arson, regia di Amy Snow (2001)
- Clover Bend, regia di Michael Vickerman (2002)
- The Last Sin Eater, regia di Michael Landon Jr. (2007)

### Televisione
- The Magicians, regia di Lorraine Senna (2000)
- Il sentiero delle vedove (Blackwater Trail), regia di Ian Barry (1995)

### Serie TV
- Polizia squadra soccorso (Police Rescue) – serie TV, episodi 1x1 (1991)
- E Street – serie TV, 8 episodi (1991)
- G.P. – serie TV, episodi 5x7 (1993)
- Paradise Beach – serie TV, episodi 1x130 (1994)
- Fire – serie TV, episodi 1x2 (1995)
- La saga dei McGregor (Snowy River: The McGregor Saga) – serie TV, 25 episodi (1995-1996)
- Roar – serie TV, episodi 1x2 (1997)
- Frasier – serie TV, episodi 5x10 (1998)
- NYPD - New York Police Department (NYPD Blue) – serie TV, 10 episodi (1997-1998)
- Legacy – serie TV, 4 episodi (1999)
- Nash Bridges – serie TV, episodi 6x3 (2000)
- Providence – serie TV, episodi 3x18 (2001)
- Dragnet – serie TV, episodi 1x4 (2003)
- 24 – serie TV, episodi 3x17 (2004)
- North Shore – serie TV, episodi 1x1 (2004)
- Lost – serie TV, episodi 3x12-2x20 (2006-2007)